# Poziția copilului (film)
Poziția copilului este un film dramatic românesc din 2013 regizat de Călin Peter Netzer și produs de Ada Solomon. Filmul a câștigat premiul Ursul de aur la Festivalul Internațional de Film de la Berlin pe 16 februarie 2013,
precum și premiul pentru cel mai bun film la Festivalul de la Namur pe 4 octombrie 2013.

## Subiectul filmului
Într-o seară de primăvară deosebit de rece, Barbu, la volanul mașinii sale, cutreieră pe străzi cu 50 km/h peste limita legală, și doboară un copil. Copilul moare la puțin timp după accident. Barbu riscă între trei și cincisprezece ani de închisoare. Mama sa, Cornelia, o arhitectă din înalta societate, hotărăște să intervină și începe o campanie pentru salvarea fiului său letargic și lipsit de energie.

## Distribuție
- Luminița Gheorghiu; Cornelia Kenereș, mama
- Bogdan Dumitrache: Barbu, fiul
- Natașa Raab: Olga Cerchez
- Florin Zamfirescu: Domnul Făgărășanu
- Ilinca Goia:
- Vlad Ivanov: Dinu Laurențiu
- Mimi Brănescu
- Cerasela Iosifescu
- Adrian Titieni